# SHIKI
SHIKI（シキ）は、日本の音楽家、ソングライター、編曲家、音楽ディレクター、ギタリスト、ベーシスト。ハイキックエンタテインメント所属。

## 概要
大学在学中に音楽活動を開始。 その後、弾き語りを主とした音楽ユニットを結成しメジャー・デビュー。作詞、作曲、編曲、キーボード、ギター、プログラミングを担当し、弾き語りで通用するメロディを模索しながら、弾き語りに留まらず、様々なジャンルに取り組む。後の2011年より作家活動を開始する。

## 提供楽曲
| アーティスト                                                             | 作品タイトル                                                                           | 楽曲タイトル                                         | 担当内容                           |
| ------------------------------------------------------------------------ | -------------------------------------------------------------------------------------- | ---------------------------------------------------- | ---------------------------------- |
| NYC                                                                      | ワンダフル キューピット                                                                | ワンダフル キューピット                              | 編曲、アコースティック・ギター     |
| HKT48                                                                    | メロンジュース                                                                         | 波音のオルゴール                                     | 編曲、ギター                       |
| フレンチ・キス                                                           | 最初のメール                                                                           | 真夜中の歯磨き                                       | 作曲                               |
| 岩佐美咲                                                                 | リクエスト・カバーズ                                                                   | 北の宿から                                           | 編曲                               |
| 岩佐美咲                                                                 | リクエスト・カバーズ                                                                   | 越冬つばめ                                           | 編曲                               |
| 鈴木雅之                                                                 | Champagne Royale                                                                       | フラッシュバック                                     | 共作曲                             |
| H27年度小学校せいかつ                                                    | 『H27年度小学校せいかつ「なかよし ひろがれ 教師用指導書 なかよしソング」教育出版』発行 | まちのこえ                                           | 編曲                               |
| HR                                                                       | 日本ハカタ化大作戦                                                                     | メモリーズ                                           | 編曲                               |
| T-ARA                                                                    | Gossip Girls                                                                           | Keep On Walking                                      | 編曲                               |
| 山猿                                                                     | あいことば3                                                                            | MAMA                                                 | 共作曲、編曲                       |
| 山猿                                                                     | あいことば3                                                                            | Happy Days feat. 華原朋美                            | 共作曲、編曲                       |
| 山猿                                                                     | あいことば2                                                                            | カジカ                                               | 共作曲、編曲、ギター               |
| 真野恵里菜                                                               | BEST FRIENDS                                                                           | みんな、ありがとう。                                 | 編曲                               |
| 田崎あさひ                                                               | サクラ時計/雨夜の月                                                                    | サクラ時計                                           | 作曲                               |
| ゆう十                                                                   | utopia                                                                                 | ハナミズキ                                           | 編曲                               |
| ゆう十                                                                   | utopia                                                                                 | ココロキズ                                           | 編曲                               |
| ダイアナ・ガーネット                                                     | COVER☆GIRL                                                                             | 三日月                                               | 編曲、ギター                       |
| ダイアナ・ガーネット                                                     | COVER☆GIRL                                                                             | 糸                                                   | 編曲、ギター                       |
| ダイアナ・ガーネット                                                     | また君に恋してる                                                                       | また君に恋してる                                     | 編曲                               |
| アイドリング!!!                                                          | サマーライオン                                                                         | 3年目の浮気                                          | 編曲                               |
| Lead                                                                     | Still                                                                                  | 冬色ガール                                           | 編曲、ギター                       |
| ユナク from 超新星                                                       | キミのすべてを愛していたよ                                                             | Again (Acoustic Mix)                                 | 編曲、ギター                       |
| リュ・シウォン                                                           | AGAIN                                                                                  | 心の花〜for you〜                                    | 編曲                               |
| BTOB                                                                     | Brand new days ～どんな未来を〜                                                        | Futher Rise                                          | 編曲                               |
| UP10TION                                                                 | ID                                                                                     | Once Again                                           | 編曲                               |
| 矢島舞美                                                                 | 明日、知らない風に吹かれて                                                             | 明日、知らない風に吹かれて                           | 編曲                               |
| 上野優華                                                                 | U to You                                                                               | 夢の切れ端                                           | 作曲、編曲                         |
| すイエんサーガールズ                                                     | ピカッと!アハッと!体操                                                                 | ピカッと!アハッと!体操 (ピコピコ★ラブリーばーじょん) | 編曲                               |
| マックスむらい                                                           | 限界突破                                                                               | 素晴らしき日々                                       | 作曲、編曲、ボーカルディレクション |
| きいやま商店                                                             | 空とてんぷらと海のにおい                                                               | 空とてんぷらと海のにおい                             | 編曲                               |
| きいやま商店                                                             | 空とてんぷらと海のにおい                                                               | あるよね～                                           | 編曲                               |
| きいやま商店                                                             | 空とてんぷらと海のにおい                                                               | 自分らしく                                           | 編曲                               |
| きいやま商店                                                             | 空とてんぷらと海のにおい                                                               | 君へのメロディー                                     | 編曲                               |
| きいやま商店                                                             | 空とてんぷらと海のにおい                                                               | 父ちゃんの歌                                         | 編曲                               |
| 堀江由衣                                                                 | ワールドエンドの庭                                                                     | この場所で                                           | 作曲                               |
| 新谷良子                                                                 | Blooming Line                                                                          | Blooming Line                                        | 作詞、作曲、編曲、ギター           |
| 新谷良子                                                                 | Blooming Line                                                                          | come into bud-instrumental-                          | 作曲、編曲                         |
| 彩音                                                                     | HYPER DANCE REMIX～彩音〜                                                              | Angelic bright-SHIKI Remix-                          | 編曲                               |
| AMEMIYA（歌うま七人衆）                                                  | 歌がうまい王座決定戦                                                                   | シェリー                                             | 編曲                               |
| ますだおかだ                                                             | 歌がうまい王座決定戦                                                                   | 雪の華                                               | 編曲                               |
| 歌うま七人衆                                                             | 歌がうまい王座決定戦                                                                   | どんなときも。                                       | 編曲                               |
| KENN                                                                     | Sanctuary                                                                              | Sanctuary                                            | 編曲、ギター                       |
| KENN                                                                     | Pieces of My Wish                                                                      | 夜明けの月                                           | 作曲、編曲                         |
| 津田健次郎                                                               | 津田健次郎PROJECT 925                                                                  | おわり、そしてはじまりの歌                           | 作曲                               |
| 信政誠                                                                   | 春うららか                                                                             | 春うららか                                           | 編曲                               |
| Kicco                                                                    | ガトー・ショコラ                                                                       | ココロ…晴れ                                          | 作曲                               |
| KAGAJO＊4S                                                               | 毎日がクリスマス                                                                       | とりあえず走れ！                                     | 作曲、編曲、ギター                 |
| MIKOTO                                                                   | 暁のカルマ                                                                             | Aria—壊れそうな唄が奏でる世界-                       | 編曲                               |
| MIKOTO                                                                   | 【PS Vita 『百花百狼〜戦国忍法帖〜』EDテーマ】 月下の唄は影よりも黒く                  | 絶えざる花                                           | 編曲                               |
| MIKOTO                                                                   | 【PS Vita 『百花百狼〜戦国忍法帖〜』EDテーマ】 月下の唄は影よりも黒く                  | 蒼い散華                                             | 編曲                               |
| MIKOTO                                                                   | 【PS Vita 『百華夜光』EDテーマ】                                                       | 素描の青空                                           | 編曲                               |
| MIKOTO                                                                   | Accepted Blood                                                                         | 月雪ノ音                                             | 編曲、ギター                       |
| TVアニメ 戦国無双(cv.小野大輔)                                           | キャラクターソング 其ノ参. 真田信之(cv.小野大輔)                                       | 念(おも)い唄                                         | 編曲                               |
| TVアニメ ハマトラ(cv.中村悠一)                                           | キャラクターファイルシリーズ File-05 レシオ                                            | Blues & Rise                                         | 編曲、ギター                       |
| TVアニメ ハマトラ(cv.逢坂良太)                                           | キャラクターファイルシリーズfile-01ナイス                                              | Overglae                                             | 作詞、作曲、編曲、ギター           |
| TVアニメ ナンバカ (cv.関 智一)                                           | ナンバカ 1巻                                                                           | Stomachache Blues                                    | 編曲、ギター                       |
| TVアニメ 灼熱の卓球娘 (cv.高野麻里佳、今村彩夏、東城日沙子)              | 灼熱の卓球娘 ユニットソングシリーズ2 ハナビ&ムネムネ&キルカ                            | 紛うことなき挑戦者                                   | 編曲                               |
| TVアニメ 灼熱の卓球娘 (cv.竹尾歩美、大坪由佳)                            | 灼熱の卓球娘ダブルスソングシリーズ6 鐘梨&公子                                          | もず山中学校校歌                                     | 編曲                               |
| TVアニメ 灼熱の卓球娘 (cv.立花理香、青山吉能)                            | 灼熱の卓球娘ダブルスソングシリーズ5 蠍田&由良木                                        | もず山中学校校歌                                     | 編曲                               |
| TVアニメ 灼熱の卓球娘(cv.井澤詩織、古木のぞみ)                           | 灼熱の卓球娘ダブルスソングシリーズ4 くるり&石榴                                        | もず山中学校校歌 くるり&石榴ver.                     | 編曲                               |
| TVアニメ Scared Rider Xechs (cv.KENN)                                    | Scared Rider Xechs Vol.5                                                               | path of truth                                        | 編曲                               |
| 新垣里沙                                                                 | ご当地キャラクター イメージソングDVD                                                   | だいちゃんと散歩                                     | 編曲                               |
| TVアニメ MARGINAL#4 KISSから創造(つく)るBig Bang (cv.豊永利行、大河元気) | MARGINAL#4 KISSから創造(つく)るBing Bang BEST                                          | ”U”                                                  | 編曲                               |
| MARGINAL#4 (cv.高橋直純、KENN)                                           | Ⅳ AILE                                                                                 | To Be Loved                                          | 編曲                               |
| MARGINAL#4 (cv.増田俊樹、高橋直純、KENN、鈴木裕斗)                       | Bingo!!!!                                                                              | Missing you (2014)                                   | 編曲、ギター                       |
| MARGINAL#4 (cv.増田俊樹、高橋直純、KENN、鈴木裕斗)                       | 熱愛(REDHOT)SAGA                                                                       | MyFirstLove                                          | 編曲、ギター                       |
| MARGINAL#4 (cv.増田俊樹、高橋直純、KENN、鈴木裕斗)                       | MARGINAL#4 THE BEST「STAR CLUSTER」                                                    | もう涙を隠さないで                                   | 編曲、ギター                       |
| MARGINAL#4 (cv.増田俊樹、高橋直純、KENN、鈴木裕斗)                       | MASQUARADE                                                                             | OVER THE RAINBOW                                     | 編曲、ギター                       |
| UNICORN Jr. (cv.蒼井翔太、沢城千春、染谷俊之)                            | UNICORN Jr. THE BEST UNIMATE                                                           | Lonely Silence Monster                               | 編曲                               |
| UNICORN Jr. (cv.蒼井翔太、沢城千春、染谷俊之)                            | PANDORA BOX                                                                            | Q                                                    | 編曲                               |
| DIABOLIK LOVERS (cv.鳥海浩輔)                                            | DIABOLIK LOVERS Sadistic Song Vol.4 逆巻シュウ                                         | アイオライト                                         | 編曲                               |
| DIABOLIK LOVERS (cv.鳥海浩輔)                                            | DIABOLIK LOVERS キャラクターソングvol.5 逆巻シュウ                                     | Farewell Song                                        | 編曲、ギター                       |
| DIABOLIK LOVERS (cv.緑川光)                                              | DIABOLIK LOVERS LUNATIC PARADE「Fanatic of Night」                                     | VoiD                                                 | 編曲                               |
| DIABOLIK LOVERS (cv.櫻井孝宏、木村良平、鈴木達央、岸尾だいすけ)          | DIABOLIK LOVERS Bloody Songs -SUPER BESTⅡ- 無神家ver                                   | 罠 -If You’re Diablo-                                | 編曲                               |
| DIABOLIK LOVERS (cv.櫻井孝宏)                                            | DIABOLIK LOVERS MORE CHARACTER SONG Vol.3                                              | 冷たい血                                             | 作曲、編曲                         |
| DIABOLIK LOVERS (cv.梶裕貴)                                              | DIABOLIK LOVERS キャラクターソングVol.2 坂巻カナト (cv.梶裕貴)                         | 切断☆舞踏会                                          | 編曲、ギター                       |
| Orphée -yumi×lasah-                                                      | もし、この世界に神様がいるとするならば。オリジナルサウンドトラック                     | 神様、もう一度だけ                                   | 編曲                               |
| 花咲くまにまに (cv.岡本信彦)                                             | 花咲くまにまに キャラクターソングCDシリーズ 百歌爛漫                                   | 一輪の想い                                           | 編曲                               |
| 花咲くまにまに (cv.保志総一郎)                                           | 花咲くまにまに キャラクターソングCDシリーズ 百歌爛漫                                   | 光射す先へ                                           | 編曲                               |
| 花咲くまにまに (cv.鈴村健一)                                             | 花咲くまにまに キャラクターソングCDシリーズ 鏡歌水月                                   | 風となり雨となり                                     | 編曲                               |
| 全力少年達のおうた (cv.斉藤壮馬、梅原裕一郎)                             | 全力少年達のおうたCD 1年生ユニット タイガ＆トア                                        | PiNK!!! -How to Catch Me-                            | 編曲                               |
| 新次元ゲイム ネプテューヌ (cv.田中理恵、本多真梨子)                      | 新次元ゲイム ネプテューヌＶⅡ                                                           | 妄想カタルシス                                       | 作曲                               |
| 血纯茗雅                                                                 | 中国アニメ「君临臣下」オープニングテーマ                                               | 与君说                                               | 作曲、編曲                         |
| IDOL SCHOOL                                                              | 挺你                                                                                   | 挺你                                                 | 編曲                               |
| IDOL SCHOOL                                                              | 挺你                                                                                   | 你爱上别人                                           | 編曲                               |
| IDOL SCHOOL                                                              | Class Bridge 2nd「Phoenix」劇場公演                                                    | 一起                                                 | 作曲、編曲                         |
| IDOL SCHOOL                                                              | Class River 2nd「Go！Class River」劇場公演                                             | 青春招牌                                             | 作曲、編曲                         |
| IDOL SCHOOL                                                              | Class Bridge 3rd「橋之光」劇場公演                                                     | 想见你                                               | 作曲、編曲                         |
| IDOL SCHOOL                                                              | Class Bridge 3rd「橋之光」劇場公演                                                     | 时光旅行                                             | 作曲、編曲                         |
| IDOL SCHOOL                                                              | Class Flower 2nd「彩色維他命」劇場公演                                                 | 像我一样                                             | 作曲、編曲                         |
| IDOL SCHOOL                                                              | Class Flower 2nd「彩色維他命」劇場公演                                                 | You're My Love                                       | 作曲、編曲                         |
| -8                                                                       | キャラクターソング＋ドラマCD                                                           | シーラカンス                                         | ギター                             |
| ゆう十                                                                   | -                                                                                      | utopia                                               | ボーカルディレクション             |
| TVアニメWake Up,Girls!                                                   | -                                                                                      | -                                                    | ボーカルディレクション             |

## サウンドトラック
- エンディングテーマ：BSフジ『かと＊ふく　VOICE ACADEMY』 エンディングBGM
- Soundtrack：ゲーム「逢魔が刻」
- Soundtrack：ゲーム「やはりゲームでも俺の青春ラブコメは間違っている。続」
- Soundtrack：ゲーム「やはりゲームでも俺の青春ラブコメはまちがっている。」
- Soundtrack：ゲーム「冴えない彼女の育てかた -blessing flowers-」BGM
- BGM：名古屋テレビ「ドデスカ!」
- 恵比寿清川組「3M　スコッチ･ブライト™ スクラブウェットシート CM さよなら油汚れ編」BGM (作曲)
- 恵比寿清川組「KLaB株式会社 15年の歩み　BGM」(作曲)